# Contea autonoma tu di Huzhu
La contea autonoma tu di Huzhu (互助土族自治县S, Hùzhù Tǔzú ZìzhìxiànP) è una contea della Cina, situata nella provincia di Qinghai e amministrata dalla prefettura di Haidong.